# Robin Hood il proscritto
Robin Hood il proscritto (Robin Hood le proscrit) è un romanzo storico attribuito ad Alexandre Dumas (padre) e pubblicato postumo nel 1873.
Si tratta della seconda parte della reinterpretazione della storia e della vita dell'eroe popolare del Regno Unito, Robin Hood.
In particolare, vengono narrate le imprese in età adulta di Robin e la sua banda nella foresta di Sherwood.

## Storia editoriale
Secondo alcuni biografi di Dumas, l'opera e il suo prequel sarebbero entrambe apocrife: in particolare, si tratterebbe di una traduzione, con qualche rivisitazione, del precedente romanzo dell'autore e giornalista inglese Pierce Egan, inedito in Italia, intitolato Robin Hood and Little John; or, the Merrie Men of Sherwood Forest (traducibile come Robin Hood e Little John; oppure, gli allegri compagni della Foresta di Sherwood), pubblicato a puntate nel 1838 e riunito in volume due anni più tardi. Traduzione che sarebbe stata solo nominalmente attribuita a Dumas.

## Trama
Con l'aiuto della sua "allegra brigata", composta dagli amici di sempre e, ormai, da parecchie centinaia di uomini devoti, Robin Hood continua a vivere presidiando la foresta di Sherwood, intercettando e derubando nobili per lo più normanni e religiosi che, comunque, invita sempre a pranzo e sui quali non esercita mai violenza. Dopo anni di lontananza riabbraccia Will Scarlet e Allan Clare, entrambi tornati dalla Francia. Will viene rapito e salvato dai suoi compagni, mentre Allan deve fronteggiare la decisione dello Sceriffo di Nottingham, il barone Fitz Alwine, di dare in sposa sua figlia Christabel, amata da Clare, all'anziano e danaroso sir Tristan. Con un blitz le nozze infelici vengono sventate e si celebra il giusto matrimonio tra Allan e Christabel. Nella stessa circostanza, Robin sposa Marian mentre Will prende in moglie la sua Maude.
Negli anni seguenti, Robin presta soldi al nobile sir Richard de La Pleine, caduto in rovina e ricattato dall'abate di Saint Mary. Nasce un'amicizia che sarà duratura nel tempo. Dopo aver preso per il naso il vescovo di Hereford e il sovrintendente di Nottingham, dopo aver eliminato sir Guy de Gisborne che intendeva ucciderlo, Robin deve fronteggiare sempre più gli assalti dello Sceriffo. A seguito il torneo della freccia d'argento, vinto da Hood, il conflitto diviene irreparabile e il barone Fitz Alwine viene ucciso e decapitato da uno degli uomini della foresta. La notizia giunge alle orecchie del re Enrico II che, da Londra, invia l'esercito a confiscare le proprietà di sir Richard, aiutante di Hood nella rivolta, ma anche questo attacco viene eluso.
Anni dopo a diventare sovrano è Riccardo Cuor di Leone, che viene supportato da Robin Hood a recuperare il possesso di Nottingham e così decide di andare a conoscere sotto falso nome il misterioso fuorilegge. I due divengono amici e il monarca decide di graziare tutti gli uomini della foresta e di restituire a Robin la sua dignità di conte di Huntingdon. Promessa che non potrà essere mantenuta: Riccardo muore all'estero e il nuovo re Giovanni senzaterra si dimostra un tiranno.
In uno degli ultimi assalti viene uccisa da una freccia Lady Marian, e la morte della moglie getta Robin in uno stato di sconforto. Prima trova riparo tra un gruppo di pescatori, poi compie le ultime imprese contro il perfido re Giovanni per finire in un convento poco lontano da Sherwood dove viene tradito e fatto dissanguare da una badessa. Robin Hood muore là dove riesce a scagliare la sua ultima freccia e chiede di essere sepolto sotto la grande quercia dove incontrava i suoi amici, e dove giace anche sua moglie. Poco dopo sarà Little John a morire, venendo sepolto al cimitero di Hathen. Un archeologo che profana la sua tomba non avrà pace finché non avrà rimesso al proprio posto i resti del miglior amico di Robin.